# Bermudo III van León
Bermudo III van León soms ook Vermudo III genoemd (circa 1017 - Tamarón, 4 september 1037) was van 1028 tot aan zijn dood koning van León. Hij behoorde tot het huis Asturië-León.

## Levensloop
Bermudo III was de zoon van koning Alfons V van León en diens eerste echtgenote Elvira Menéndez. In 1028 volgde hij zijn vader op als koning van León. Bermudo was gehuwd met Jimena, dochter van koning Sancho III van Navarra. Het echtpaar kreeg een zoon Alfons (1030), die jong stierf. 
In 1029 was het de bedoeling dat graaf García II van Castilië zou huwen met Bermudo's oudere zus Sancha, wat zeer tegen de zin was van koning Sancho III van Navarra. Vlak voor het huwelijk werd García II echter in León vermoord door de Velas, een familie van Castiliaanse edelen die uit hun land waren verbannen. Hierdoor bleef het graafschap Castilië vacant, waarna Bermudo III en zijn schoonvader Sancho III een dispuut voerden over de erfopvolging in Castilië.
Sancho III was namelijk gehuwd met Mayor van Castilië, een zus van de vermoorde García II. In naam van zijn vrouw claimde Sancho het graafschap Castilië, waarna hij zoon Ferdinand installeerde als graaf. Sancho bezette de grenslanden tussen de rivieren Cea en Pisuerga, vlak boven de hoofdstad van het koninkrijk León en lange tijd een betwist gebied tussen Castilië en León. In 1032 huwelijkte Sancho zijn zoon Ferdinand uit met Sancha van León, waarna deze landerijen naar Castilië gingen als bruidsschat.
In 1034 veroverde Sancho de stad León, waardoor Bermudo nu nog enkel het koninkrijk Galicië in handen had. Nadat Sancho III in 1035 stierf, kreeg Bermudo III het koninkrijk León terug en begon hij onmiddellijk een militaire campagne tegen zijn schoonbroer Ferdinand om Castilië en de gebieden tussen Cea en Pisuerga te veroveren. Op 4 september 1037 sneuvelde Bermudo III echter tijdens de Slag bij Tamarón.
Omdat Bermudo III zonder nakomelingen was gestorven, erkende het koninkrijk León Ferdinand en Sancha als hun heersers. Hierdoor werden Castilië en León een personele unie en het politieke centrum van het christelijke noorden van Spanje.

## Voorouders
| Voorouders van Bermudo III van León (1017-1037) | Voorouders van Bermudo III van León (1017-1037)              | Voorouders van Bermudo III van León (1017-1037)              | Voorouders van Bermudo III van León (1017-1037)              | Voorouders van Bermudo III van León (1017-1037)              | Voorouders van Bermudo III van León (1017-1037)              | Voorouders van Bermudo III van León (1017-1037)              | Voorouders van Bermudo III van León (1017-1037)              | Voorouders van Bermudo III van León (1017-1037)              |
| ----------------------------------------------- | ------------------------------------------------------------ | ------------------------------------------------------------ | ------------------------------------------------------------ | ------------------------------------------------------------ | ------------------------------------------------------------ | ------------------------------------------------------------ | ------------------------------------------------------------ | ------------------------------------------------------------ |
| Overgrootouders                                 | Ordoño III van León (926-956) ∞ ? (-)                        | Ordoño III van León (926-956) ∞ ? (-)                        | García I Fernandez (-995) ∞ Ava van Ribagorza (-)            | García I Fernandez (-995) ∞ Ava van Ribagorza (-)            | Gonçalo Mendes (925-997) ∞ Ilduara Peláez (-)                | Gonçalo Mendes (925-997) ∞ Ilduara Peláez (-)                | ? (-) ∞ ? (-)                                                | ? (-) ∞ ? (-)                                                |
| Grootouders                                     | Bermudo II van León (953-999) ∞ 1003 Elvira García (-1017)   | Bermudo II van León (953-999) ∞ 1003 Elvira García (-1017)   | Bermudo II van León (953-999) ∞ 1003 Elvira García (-1017)   | Bermudo II van León (953-999) ∞ 1003 Elvira García (-1017)   | Menendo González (-995) ∞ Muniadona (-)                      | Menendo González (-995) ∞ Muniadona (-)                      | Menendo González (-995) ∞ Muniadona (-)                      | Menendo González (-995) ∞ Muniadona (-)                      |
| Ouders                                          | Alfons V van León (994-1028)) ∞ 1003 Elvira Menéndez (-1022) | Alfons V van León (994-1028)) ∞ 1003 Elvira Menéndez (-1022) | Alfons V van León (994-1028)) ∞ 1003 Elvira Menéndez (-1022) | Alfons V van León (994-1028)) ∞ 1003 Elvira Menéndez (-1022) | Alfons V van León (994-1028)) ∞ 1003 Elvira Menéndez (-1022) | Alfons V van León (994-1028)) ∞ 1003 Elvira Menéndez (-1022) | Alfons V van León (994-1028)) ∞ 1003 Elvira Menéndez (-1022) | Alfons V van León (994-1028)) ∞ 1003 Elvira Menéndez (-1022) |